# Балскаддан
Балскаддан (англ. Balscadden; ирл. Baile Scadán) — пригород в Ирландии, находится в графстве Фингал (провинция Ленстер). Находится к северу от города Балбригган, Дублин.
Население пригорода составляет около одной тысячи человек, плотность населения района увеличивается по мере приближения к Балбриггану.
Название Балскаддан происходит от смешения ирландского и английского наречий, означая на английском фразу «The town of the Herrings» («Город Сельди»).